# Georges de Bellio

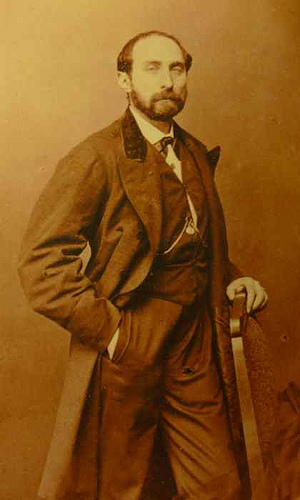
Georges de Bellio, Fotografie aus dem Jahr 1865

Georges de Bellio (geboren als Gheorghe Bellu) (* 20. Februar 1828 in Bukarest; † 26. Januar 1894 in Paris) war ein rumänischer Arzt und Kunstsammler. Er ließ sich 1851 in Paris nieder, studierte Medizin und wurde ein Anhänger der Homöopathie. Zu seinen Freunden und Patienten gehörten mehrere Maler des französischen Impressionismus, deren Bilder er frühzeitig sammelte. Teile seiner bedeutenden Kunstsammlung befinden sich heute im Musée Marmottan Monet in Paris. Hierzu gehört auch das Gemälde Impression soleil levant von Claude Monet, von dem sich der Begriff Impressionismus ableitet.

## Familie
Die Eltern von Georges de Bellio gehörten zur Oberschicht Rumäniens. Seine Mutter war Irina Văcărescu, Tochter von Barbu Văcărescu, der als Ban von Craiova wirkte. Sein Vater Alexandru Bellu stammte aus einer Bojaren-Familie makedonischer Aromunen. Die Vorfahren kamen als Kaufleute aus Voskopoja im heutigen Albanien. Der Großvater Ştefan Bellu ließ sich gegen Ende des 18. Jahrhunderts in Bukarest nieder. Dessen Bruder Constantin Bellu lebte als Bankier in Wien und wurde in den Adelsstand erhoben. Er gründete die Archäologische Gesellschaft Athen und ist in Griechenland als Konstantinos Bellio bekannt.
Georges de Bellio hatte drei ältere Brüder: Stefan, Barbu und Constantin. Ștefan Bellu war verheiratet mit Eliza Știrbei, einer Tochter des Fürst der Walachei Barbu Dimitrie Știrbei. Aus dieser Ehe ging der spätere Anwalt und Sammler Alexandru Bellu hervor. Der Bruder Barbu Bellu war unter Alexandru Ioan Cuza Kultur- und Justizminister von Rumänien. Ion I. Câmpineanu, ein Neffe von Georges de Bellio, bekleidete zahlreiche politische Ämter. Er war rumänischer Justiz-, Finanz-, Innen- und Außenminister, Bürgermeister von Bukarest und Direktor der Nationalbank.

## Leben

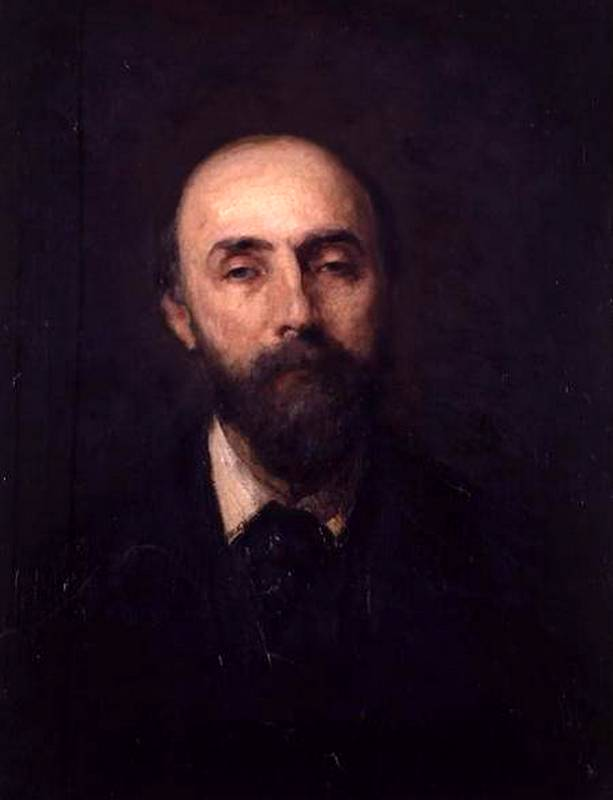
Nicolae Grigorescu:
Porträt Georges de Bellio

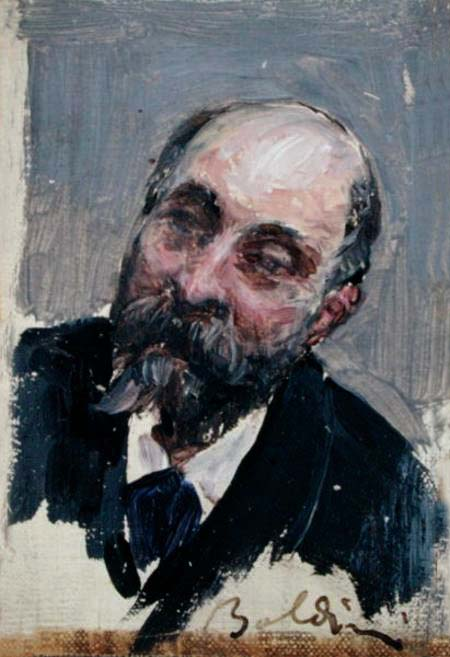
Giovanni Boldini:
Porträt Georges de Bellio

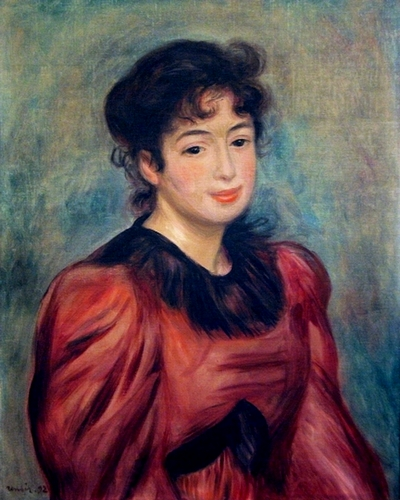
Pierre-Auguste Renoir:
Portrait Victorine de Bellio

Georges de Bellio kam als Gheorghe Bellu 1828 in Bukarest zur Welt und wuchs in wohlhabenden Verhältnissen auf. Während sich die beiden älteren Brüder Stefan und Barbu um Familiengeschäfte oder ihre politische Karriere kümmerten, ging Gheorghe mit seinem Bruder Constantin 1851 nach Paris. Gheorge wandelte seinen Vornamen in das französische Georges um und wählte statt des rumänischen Nachnamens Bellu die griechische Namensvariante Bellio, der er den Adelszusatz de voranstellte. Georges de Bellio studierte an der Universität von Paris Medizin, wurde ein Anhänger der Homöopathie und war Mitglied der Société médicale homéopathique de France. Als Arzt arbeitete er später im Hôpital Hahnemann, einem nach den Lehren von Samuel Hahnemann ausgerichteten Krankenhaus in Paris.
Gemeinsam mit seinem Bruder Constantin lebte Georges de Bellio zunächst in der Rue de La Grande Batelière nahe der Grands Boulevards. De Bellio besuchte oftmals die seinerzeit bei Schriftstellern und Malern beliebten Lokale Café de la Nouvelle Athènes, Café Riche, La Maison Dorée oder Tortoni. Später lebte er in der Rue des Martys und danach in der Rue Alfred Stevens. Er heiratete Catherine Rose Guillemet, die am 15. August 1863 die gemeinsame Tochter Victorine zur Welt brachte. Sein Bruder Constantin beging 1875 Suizid.
In seiner Freizeit widmete sich de Bellio sehr unterschiedlichen Interessen. Er entwickelte eine Leidenschaft für die Buchbinderei, sammelte Briefmarken, begann zu fotografieren und zu zeichnen und baute eine Kunstsammlung auf. Sein Neffe Alexandru Bellu lebte zeitweilig bei ihm in Paris, wurde später ein bedeutender Fotograf und trug ebenfalls eine Kunstsammlung zusammen. Über die Ursprünge der Kunstsammlung von Georges de Bellio gibt es keine gesicherten Erkenntnisse. Belegt ist seine Teilnahme an der Versteigerung des Nachlasses von Eugène Delacroix 1864. Zudem besuchte er regelmäßig die Kunsthändler der Rue Laffitte, das Auktionshaus Hôtel Drouot sowie die Galerien von Paul Durand-Ruel und Bernheim-Jeune.
Unklar ist, wann und wie de Bellio die Maler des französischen Impressionismus kennenlernte. Wahrscheinlich war es der mit de Bellio bekannte Fürst Gheorghe Bibescu, der ihn in diesen Personenkreis einführte. Der im Pariser Exil lebende Bibescu hatte 1868 bei Pierre-Auguste Renoir einen Auftrag für Deckengemälde in seinem Palais erteilt und besaß mehrere seiner Werke. Ebenfalls möglich ist eine Kontaktvermittlung durch einen weiteren Rumänen, den mit dem Sammler befreundete Maler Nicolae Grigorescu. Er wohnte zeitweilig unweit von de Bellio in der Rue de Clichy und fertigte 1876 ein Porträt von ihm an.
1876 lud der Maler Claude Monet den Sammler de Bellio in sein Atelier zur Besichtigung von Gemälden ein. De Bellio hatte zwar bereits 1874 ein Werk Monets erworben, aber die förmliche Ansprache in ihrem Briefwechsel lässt darauf schließen, dass sich die beiden Männer erst 1876 persönlich kennen lernten. Neben weiteren Werken Monets kaufte de Bellio im Jahr 1876 seine ersten Bilder von Édouard Manet und Pierre-Auguste Renoir. In den Folgejahren kamen zahlreiche weitere Werke der Impressionisten in seine Sammlung, darunter Arbeiten von Berthe Morisot, Edgar Degas, Paul Gauguin, Paul Cézanne und Alfred Sisley. Zu den Gruppenausstellungen der Impressionisten 1877 und 1879 sandte de Bellio jeweils mehrere Bilder aus seiner Sammlung.
De Bellio unterstützte besonders die Maler Monet, Pissarro und Renoir. Er kaufte ihnen häufig Bilder ab, um sie aus ihren finanziellen Notlagen zu befreien. So berichtete Renoir, wann immer er oder einer seiner Malerkollegen 200 Franc benötigten, seien sie zur Mittagszeit in das Café Riche gegangen, um den dort speisenden de Bellio ein Bild anzubieten. De Bellio habe ihnen die Bilder, ohne sie anzusehen, stets abgekauft. Darüber hinaus behandelte er sie als Arzt unentgeltlich, oder erhielt statt Bargeldzahlung für die Behandlung eines ihrer Bilder. Auch die Angehörigen der Maler gehörten zu seinen Patienten. So behandelte er beispielsweise 1883 die Frau von Alfred Sisley. Zu seinen Patienten gehörte auch Édouard Manet, den er an seinem Sterbebett aufsuchte. Nach seinem Tod erhielt de Bellio aus Dankbarkeit von der Witwe Manets ein Gemälde geschenkt. Als Monet 1889 eine Spendenaktion initiierte, um Manets Gemälde Olympia für den französischen Staat anzukaufen, gehörte de Bellio zu den ersten Spendern.
De Bellio zeigte die Kunstwerke in seiner Wohnung anderen Sammlern, Künstlern und Kritikern. So besuchten ihn beispielsweise der Kritiker Gustave Geffroy und der Maler Eugène Carrière. Neben seinem Bildnis von Grigorescu ließ sich de Bellio 1889 von Giovanni Boldini in einer Ölskizze porträtieren. Bereits 1878 hatte de Bellio Manet den Auftrag vermittelt, die Tochter seines Neffen Ion I. Câmpineanu (Portrait de Lise Câmpineanu, Nelson-Atkins Museum of Art) zu malen. Ein weiteres Familienbildnis ist das 1892 anlässlich der Verlobung seiner Tochter bei Renoir in Auftrag gegebene Porträt Victorine de Bellio (Musée Marmottan Monet). Victorine und Ernest Donop de Monchy heiratete ein Jahr später.
Am 26. Januar 1894 starb de Bellio und wurde anschließend auf dem Friedhof Père-Lachaise bestattet. Seine Tochter und sein Schwiegersohn erbten die umfangreiche Kunstsammlung. Zwar verkauften die Eheleute Donop de Monchy ab 1895 mehrere Werke der Sammlung an den Kunsthändler Ambroise Vollard oder den Sammler Alexandre Berthier de Wagram, aber zahlreiche bedeutende Bilder blieben in ihrem Besitz. Ab 1938 begannen sie dem Musée Marmottan Teile der Sammlung zu stiften. Nach dem Tod von Victorine Donop de Monchy 1957 gelangte der verbleibende Rest der vormaligen Sammlung de Bellio als Vermächtnis in den Besitz des Museums. Diese Stiftung veranlasste Claude Monets Sohn, Michel Monet, zu weiteren Schenkungen an das Museum, sodass es heute eine der bedeutendsten Sammlungen mit Werken Claude Monets besitzt und der Name des Museums in Musée Marmottan Monet geändert wurde.

## Kunstsammlung

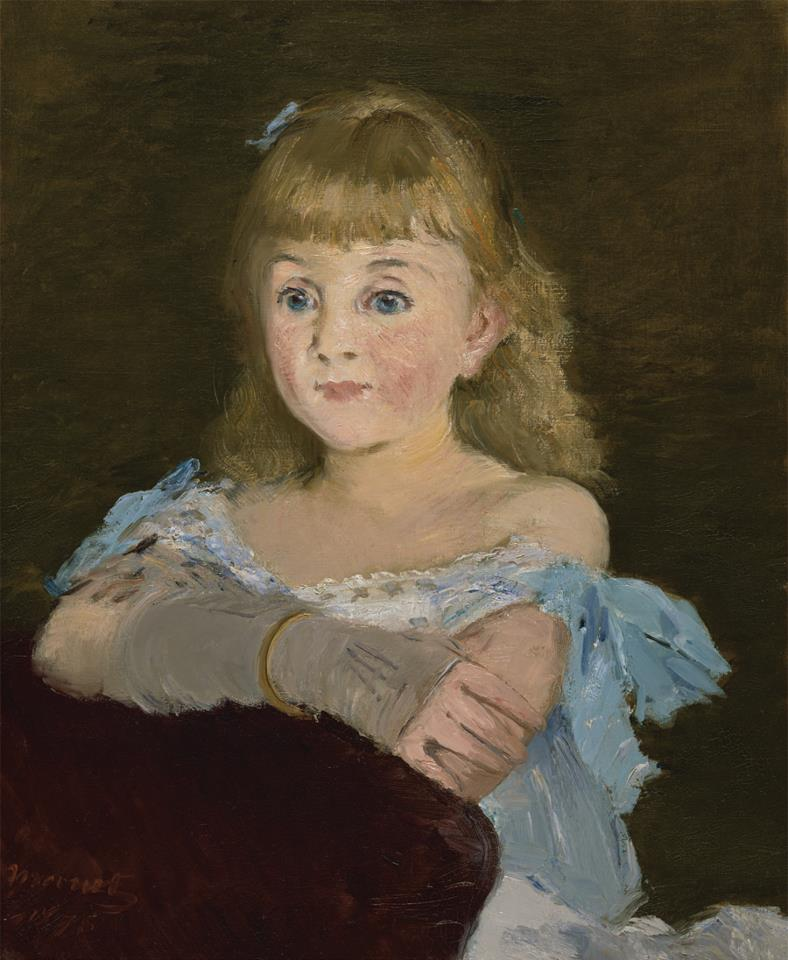
Édouard Manet:
Porträt der Lise Campineanu

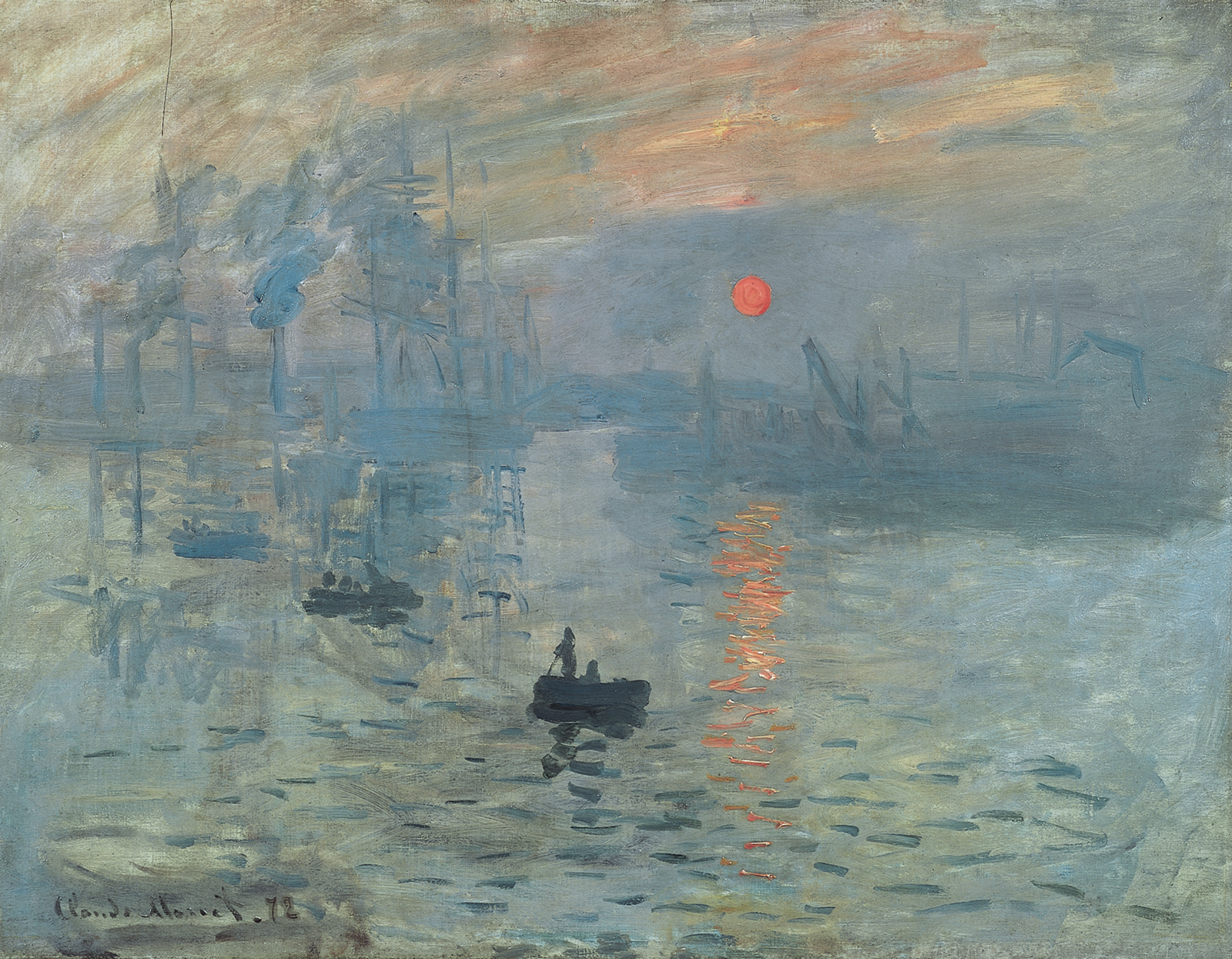
Claude Monet:
Impression soleil levant

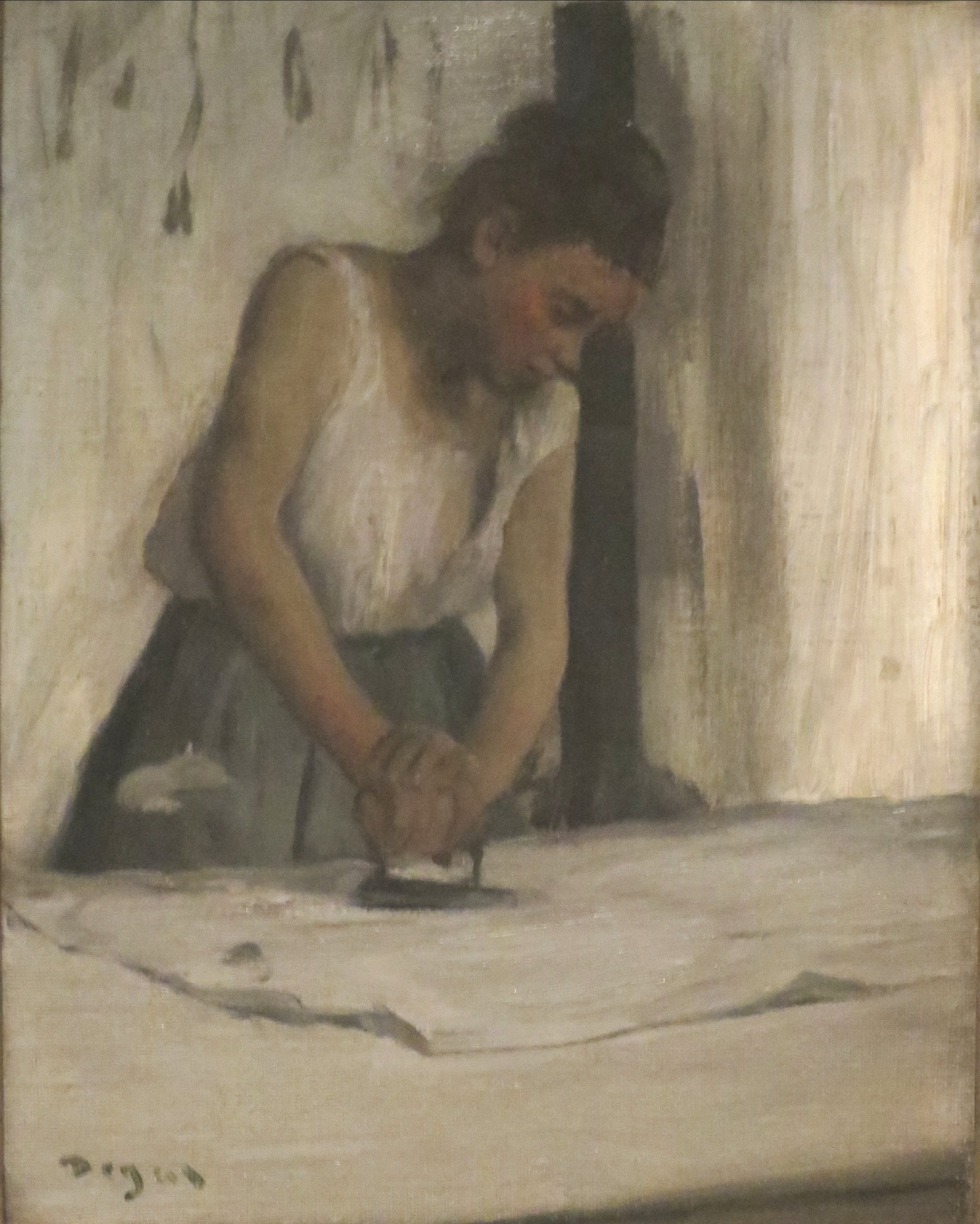
Edgar Degas:
Die Büglerin

Nach dem Tod von Georges de Bellio erstellte Ernest Donop de Monchy ein Verzeichnis der Kunstsammlung seines Schwiegervaters. Danach befanden sich in der Sammlung allein 143 Gemälde und sechs Pastelle. Hierzu gehörten 28 Bilder von Claude Monet, elf von Camille Pissarro, je acht von Pierre-Auguste Renoir und Édouard Manet, fünf von Armand Guillaumin, vier von Paul Cézanne und je ein Bild von Eva Gonzalès und Edgar Degas. Hinzu kamen 133 Aquarelle und Zeichnungen verschiedener Künstler sowie 170 Grafiken von Jules Chéret und Henri de Toulouse-Lautrec. Nicht alle Arbeiten sind heute genau zu identifizieren, da die gelisteten Werktitel nicht immer eindeutig sind. Zwar lassen sich einige Kunstwerke anhand von Fotografien der Wohnung de Bellios bestimmen, für den Großteil der Kunstwerke fehlen hingegen solche Belege. Auch geben die Unterlagen über die Verkäufe durch die Erben nicht immer genaue Hinweise auf einzelne Kunstwerke.
Bevor de Bellio in den 1870er Jahren in großem Umfang Werke der Impressionisten sammelte, unterschied sich seine Kunstsammlung kaum von denen anderer zeitgenössischer Sammler. Zu seinen Sammelgebieten gehörten beispielsweise französische Silberarbeiten, japanisches Kunsthandwerk, Keramiken aus dem Mittelmeerraum und Zeichnungen französischer Künstler des 18. Jahrhunderts. Im Musée Marmottan Monet befinden sich aus dem Nachlass de Bellios von diesem frühen Teil der Sammlung unter anderem Arbeiten auf Papier von Claude Gillot, Jean-Honoré Fragonard, Jean Baptiste Leprince, Hubert Robert, François-André Vincent, Jean-Baptiste Isabey, Pierre Paul Prud’hon und Alexandre-Gabriel Decamps. Zu den frühesten belegten Ankäufen von Gemälden gehören Werke von Eugène Delacroix, die der Sammler 1864 bei der Versteigerung des Nachlasses des Künstlers erwarb. Neben einer Kopie von Delacroix nach einer Arbeit von Rubens kaufte er eine Pferdestudie des Malers. Darüber hinaus besaß de Bellio verschiedene Altmeisterbilder wie die Gemälde Der Raucher mit dem Krug von Dirck van Baburen und Der Trinker von Frans Hals. Hinzu kamen Gemälde aus dem 18. Jahrhundert wie Un Repas servi aux Champs-Elysées von Hubert Robert und eine Sitzende junge Dame, die Thomas Lawrence zugeschrieben wird. Aus dem 19. Jahrhundert besaß der Sammler beispielsweise Bilder wie ein Lesender Mönch von Honoré Daumier und Kopf  eines Juden von Nicolae Grigorescu. Grigorescus Bild, auch als Portrait de Juif, Tête de Juif oder Juif de Moldavie bekannt, war 1877 im Salon de Paris zu sehen.
Die ersten belegten Käufe von Werken der Impressionisten datieren auf das Jahr 1874. Im Hôtel Drouot ersteigerte de Bellio für 400 Franc das Gemälde La Seine à Argenteuil von Claude Monet und beim Kunsthändler Paul Durand-Ruel erwarb er für 300 Franc das Bild Rue de l’Hermitage à Pontoise von Camille Pissarro.
De Bellio kaufte 1876 fünf weitere Arbeiten Monets, darunter das Bild Das Atelierboot (heute Kröller-Müller Museum). Das bekannteste Bild der Sammlung war Impression soleil levant von Claude Monet. Von diesem Bild leitet sich die Bezeichnung Impressionismus ab. Es gelangte später ebenso wie La Train dans la neige, La Locomotive, Le Pont de l’Europe, Gare Saint-Lazare, Effet de neige, Soleil couchant, Les Tuileries und Le printemps à travers les branches als Geschenk seiner Erben in das Musée Marmottan. Weitere Werke Monets aus der Sammlung de Bellio befinden sich heute in anderen Museen. So sind die Bilder La Rue Montorgeuil, fête du 30 juin 1878 im Musée d’Orsay, La Seine à Vethuil im Musée des Beaux-Arts in Rouen, Printemps à Vetheuil im Museum Boijmans Van Beuningen in Rotterdam, eine kleine Version von Camille im grünen Kleid im Muzeul Național de Artă al României in Bukarest, Véthuil l’hiver in der New Yorker Frick Collection und La femme à l’ombrelle, Jean Monet dans son berceau in der National Gallery of Art in Washington D.C. Auffallend ist, dass de Bellio nach 1880 keine Werke Monets mehr erwarb. Zum einen hatte er schon eine große Sammlung mit Werken des Künstlers zusammengetragen und der Künstler war ab dieser Zeit nicht mehr auf finanzielle Unterstützung angewiesen, zum anderen fand er an Monets späteren Motiven wenig gefallen.
Sein erstes Bild von Édouard Manet, das kleinformatige Gemälde Drei Kühe auf der Weide (Privatsammlung) erwarb de Bellio 1876 auf einer Auktion. Es folgte 1880 La femme à la jarretière (heute Ordrupgaard im dänischen Charlottenlund). Nach dem Tod Manets 1883 kamen weitere seiner Werke in die Sammlung. Als Geschenk von Suzanne Manet, der Witwe des Künstlers, erhielt er das Gemälde Berthe Morisot à l'éventail (Musée d’Orsay). Auf Manets Nachlassauktion kaufte der Sammler weitere Bilder wie Modèle du Linge (Privatsammlung), Buste de femme (Privatsammlung) und La femme au carlin (Puschkin-Museum in Moskau). Von Manets Schwägerin Berthe Morisot trug de Bellio ebenfalls einige Werke zusammen. Hierzu gehörten Vue de Paris des hauteurs du Trocadéro (Santa Barbara Museum of Art), Percher de blanchisseusses (National Gallery of Art) und Au Bal (Musée Marmottan Monet).
1876 gelangten wahrscheinlich auch die ersten Bilder von Renoir in de Bellios Sammlung. So erstand er beim Kunsthändler Durand-Ruel ein Stillleben mit Melone und übernahm aus der Sammlung von Victor Chocquet ein Selbstbildnis Renoirs. 1878 ersteigerte er aus der Sammlung von Ernest Hoschedé Renoirs Bild Le Pont de Chatou (Sterling and Francine Clark Art Institute). Weitere Werke Renoirs in der Sammlung waren Madame Henriot en travesti (Columbus Museum of Art), Die Modistin (Sammlung Oskar Reinhart «Am Römerholz» in Winterthur), Place de la Trinité (Privatsammlung) und das Portrait de Victorine de Bellio (Musée Marmottan Monet). Von Camille Pissarro trug de Bellio eine Reihe von Landschaftsbilder zusammen. Hierzu gehörten Le Jardin des Mathurins, Pontoise (Nelson-Atkins Museum of Art, Kansas City), Les Boulevards extérieurs, effet de neige (Musée Marmottan Monet), Chemin montant, rue de la Côte-du-Jalet, Pontoise (Brooklyn Museum, New York) und Paysage à Louveciennes, la barrière (National Gallery of Art, Washington, D.C.). Darüber hinaus sammelte de Bellio Bilder von Edgar Degas (Die Büglerin, Norton Simon Museum, Pasadena), Paul Gauguin (Fleurs et Tapis und Scène martiniquase au manguier), Paul Cézanne und Alfred Sisley (Rue de village (D. 33), Les Gressets, village aux environs de Paris, Chemin montant au Mont-Valérien (D. 364), Les Scieurs de Long, Petit Palais, Paris und Printemps aux Environs de Paris, Musée Marmottan Monet, Paris).